# Liste der Bodendenkmäler in Mitwitz
Auf dieser Seite sind die Bodendenkmäler in dem oberfränkischen Markt Mitwitz zusammengestellt. Diese Tabelle ist eine Teilliste der Liste der Bodendenkmäler in Bayern. Grundlage ist die Bayerische Denkmalliste, die auf Basis des Bayerischen Denkmalschutzgesetzes vom 1. Oktober 1973 erstmals erstellt wurde und seither durch das Bayerische Landesamt für Denkmalpflege geführt wird. Die folgenden Angaben ersetzen nicht die rechtsverbindliche Auskunft der Denkmalschutzbehörde.

## Bodendenkmäler in Mitwitz

### Bodendenkmäler in der Gemarkung Burgstall
| Lage                 | Objekt | Akten-Nr.     | Bild |
| -------------------- | --- | ------------- | ---- |
| Burgstall (Standort) | Abschnittsbefestigung Heunischenburg mit Funden des Neolithikums, der Urnenfelderzeit, der Hallstattzeit und des frühen Mittelalters. | D-4-5733-0035 |      |

### Bodendenkmäler in der Gemarkung Hof a.d.Steinach
| Lage                        | Objekt                                                        | Akten-Nr.     | Bild |
| --------------------------- | ------------------------------------------------------------- | ------------- | ---- |
| Hof a.d.Steinach (Standort) | Ehem. Niederungsburg des Mittelalters und der frühen Neuzeit. | D-4-5733-0173 |      |

### Bodendenkmäler in der Gemarkung Horb a.d.Steinach
| Lage                         | Objekt                                           | Akten-Nr.     | Bild |
| ---------------------------- | ------------------------------------------------ | ------------- | ---- |
| Horb a.d.Steinach (Standort) | Mittelalterliche oder neuzeitliche Kohlenmeiler. | D-4-5733-0025 |      |
| Horb a.d.Steinach (Standort) | Siedlung des Neolithikums.                       | D-4-5733-0144 |      |

### Bodendenkmäler in der Gemarkung Mitwitz
| Lage               | Objekt | Akten-Nr.     | Bild |
| ------------------ | --- | ------------- | ---- |
| Mitwitz (Standort) | Wüstung des hohen Mittelalters. | D-4-5733-0074 |      |
| Mitwitz (Standort) | Befunde des Mittelalters und der frühen Neuzeit im Bereich der Evangelisch-Lutherischen Pfarrkirche von Mittwitz.                                  | D-4-5733-0137 |      |
| Mitwitz (Standort) | Vorgängerbauten sowie Befunde des Mittelalters und der frühen Neuzeit sowie Garten- und Teichanlagen im Bereich des Unteren Schlosses von Mitwitz. | D-4-5733-0138 |      |
| Mitwitz (Standort) | Befunde des Mittelalters und der frühen Neuzeit im Bereich des Oberen Schlosses von Mitwitz.                                                       | D-4-5733-0139 |      |